# The House of Darkness (film 1913)
The House of Darkness è un cortometraggio muto del 1913 diretto da D.W. Griffith. La storia è ambientata in una casa di cura per malattie mentali: il film racconta come, attraverso la musica, si possano curare e guarire i malati di mente anche se la via è difficile e irta di pericoli.

## Produzione
Il film fu prodotto dalla Biograph Company. Venne girato in California.

## Distribuzione
Distribuito dalla General Film Company, il film - un cortometraggio di una bobina - uscì nelle sale cinematografiche statunitensi il 10 maggio 1913. Ne fu fatta una riedizione, presentata il 6 marzo 1916.